# Aegyptobia salubris
Aegyptobia salubris är en spindeldjursart som beskrevs av Mohammad Nazeer Chaudhri 1972. Aegyptobia salubris ingår i släktet Aegyptobia och familjen Tenuipalpidae. Inga underarter finns listade i Catalogue of Life.